# Keith V. Roberts
Keith V. Roberts (* 7. Juni 1925 in London; † 19. September 1985 in Oxford) war ein britischer Physiker. Er war ein Pionier der Computerphysik, befasste sich mit kontrollierter Kernfusion und war einer der Entwickler der britischen Wasserstoffbombe.
Roberts studierte Physik am Christ´s und Kings College der Universität Cambridge mit dem Abschluss 1945. Danach arbeitete unter James Chadwick im britischen Atombombenprogramm am Zyklotron in Liverpool, bevor er an die Universität zurückkehrte, um zu promovieren. Sein Forschungsgebiet war damals Quantenfeldtheorie. Er war an der Universität Bristol und am Institute for Advanced Study, bevor er 1952 an das Kings College in Cambridge zurückkehrte. 1955 ging er an das Atomic Weapons Establishment (AWRE) in Aldermaston (unter William Penney) und war an der Entwicklung der britischen Wasserstoffbombe maßgeblich beteiligt, die 1957 getestet wurde. Er war dort Superintendent in Thermonuclear Physics. Ab 1959 war er in der Forschung zur zivilen Kernfusion (nachdem diese auf der Genfer Konferenz von 1958 öffentlich wurde), zunächst beim AERE in Harwell und ab 1962 in Culham (wo die Forschung von John Bertram Adams geleitet wurde). Zunächst leitete er dort eine experimentelle Abteilung und später die Theorie. Dort baute er insbesondere die numerische Simulation (Computerphysik) aus. Anfang der 1960er Jahre veröffentlichte er zum Beispiel über die Theorie von Pinch-Experimenten.
Er entwickelte das Olympus-Softwarepaket zur Organisation von (Fortran) Programmen. Er veröffentlichte auch zu Softwaretechniken (speziell in Algol und Fortran) und trat für die Veröffentlichung von Computerprogrammen ein.
Er war Herausgeber der Computer Physics Communications und ab 1968 Mitherausgeber des Journal of Computational Physics. Er war Vorsitzender der Computing Group beim Institute of Physics.
Zuletzt befasste er sich mit Volkswirtschaftslehre.

## Schriften
- On the quantum theory of elementary particles, 2 Teile, Proc. Roy. Soc., A, Band 204, 1950, S. 123, Band 207, 1951, S. 228 (Teil 1: Introduction and classical field dynamics, Teil 2: Quantum field dynamics)
- The electromagnetic field in a Lagrangian quantum theory, Philosophical Magazine, Band 46, 1955, S. 941
- mit K. Hain, G. Hain, S. J. Roberts, W. Koppendorfer: Fully ionised pinch collapse, Z. f. Naturforschung A, Band 15, 1960, S. 1093
- mit J. B. Taylor: Magnetohydrodynamic calculations for finite Larmor radius, Phys. Rev. Lett., Band 8, 1962, S. 197
- mit N. O. Weiss: Convective difference schemes, Mathematics of Computation, Band 20, 1966, S. 272
- mit H. K. Berk: Nonlinear evolution of a two-stream instability, Phys. Rev. Lett., Band 19, 1967, S. 297
- mit H. K. Berk, C. E. Nielsen: Phase space hydrodynamics of equivalent nonlinear systems: Experimental and computational observations, Physics of Fluids, Band 13, 1970, S. 980
- mit D. E. Potter: Magnetohydrodynamic Calculations, in: Methods of Computational Physics, Band 9, 1970, S. 339
- mit H. L. Berk: The water bag model, in: Methods of Computational Physics, Band 9, 1970, S. 87
- Computational physics and software engineering, New Sci., Band 46, 1970, S. 12
- mit J. P. Christiansen: Topics in computational fluid dynamics, Computer Physics Communications, Suppl. 3, 1972, S. 14
- Computers and physics, in: Computers as a language of physics, IAEA, Wien 1972
- mit G. Kuo-Petravic, M. Petravic: Self-consistent solution of an axisymmetric pulsar model, Phys. Rev. Lett., Band 32, 1974, S. 1019
- mit J. P. Christiansen: Olympus - a standard control and utility package for initial value Fortran programs, Computer Physics Communications, 7, 1974, 245
- mit J. P. Christiansen, D. E. F. T. Ashby: Medua - a one dimensional laser fusion code, Computer Physics Communications, 7, 1974, 271
- mit J. P. Christiansen: Evolution of the reversed field pinch, Nucl. Fusion, Band 18, 1978, S. 181
- Automation, Unemployment and the Distribution of Income, European Centre for Work and Society, Maastricht 1982